# Īlias Sapanīs
Īlias Sapanīs (in greco Ηλίας Σαπάνης?; Salonicco, 29 dicembre 1973) è un ex calciatore greco, di ruolo attaccante.

## Carriera
Nella stagione 1992-1993 ottiene una promozione dalla seconda serie greca alla massima serie col Naoussa, con cui realizza 9 gol in 28 presenze; nella sua prima stagione in massima serie segna invece 5 reti in 24 presenze.
Nel 1994 passa all'Olympiakos, con cui nella stagione 1994-1995 segna 2 reti in 6 presenze; l'anno seguente realizza 2 reti in 18 presenze, mentre nella stagione 1996-1997 gioca 4 partite senza mai segnare, fino a quando nel dicembre del 1996 viene ceduto all'Iraklis Salonicco, con cui termina la stagione mettendo a segno 7 reti in ulteriori 13 presenze. Rimane in squadre anche nelle tre stagioni successive, nelle quali gioca complessivamente 62 partite e segna 11 gol; gioca la sua ultima stagione in patria nell'annata 2000-2001, nella quale disputa 6 partite senza mai segnare in massima serie col PAS Giannina.
Nell'estate del 2001 si accasa alla Virtus Lanciano, formazione di Serie C1, con la quale nella stagione 2001-2002 segna un gol in 21 partite di campionato; viene riconfermato anche per la stagione 2002-2003, nella quale termina il campionato segnando un gol in 20 presenze; nella stagione 2003-2004 segna 3 gol in 16 presenze nel campionato di Serie C2 con i campani della Palmese, che nel gennaio 2004 lo cedono ai toscani del Cuoiopelli, militanti nella medesima categoria, con i quali Sapanis termina la stagione giocando altre 10 partite e segnando 2 reti. Rimane poi al Cuoiopelli anche nella Serie C2 2004-2005 (35 presenze e 9 reti) e nella Serie C2 2005-2006 (25 presenze ed un gol).
Dal 2006 al 2010 gioca in varie squadre delle serie minori greche, tra le quali l'Agios Dimitrios (con cui realizza una rete in 6 presenze nella seconda divisione ellenica e gioca una partita in Coppa di Grecia) ed il Diagoras (con cui gioca 3 partite senza mai segnare nella medesima categoria).